# Kościół św. Krzysztofa w Godowej
Kościół pw. św. Krzysztofa w Godowej – kościół parafialny parafii św. Krzysztofa w Godowej.
Kościół wraz z plebanią zbudowany został w latach 1986–1990 na podstawie projektu mgr inż. arch. Stanisława Ślęzaka z Sośnicy przy współpracy konstruktora mgr inż. Stanisława Janowskiego z Sanoka i elektryka mgr inż. Jana Busza z Wisłoczanki. Świątynia jest użytkowana od 30 października 1990 roku. Została poświęcona 25 sierpnia 1991 roku przez sufragana przemyskiego, biskupa Edwarda Frankowskiego, który aktu poświęcenia dokonał w imieniu arcybiskupa Ignacego Tokarczuka. 
Od czasu poświęcenia kościoła trwa sukcesywne jego usprzętowienie, budowa plebanii oraz zagospodarowanie terenu wokół kościoła. W marcu 1996 roku w przedsionku neogotyckiego kościoła parafialnego w Godowej umieszczono tablicę z ofiarami poległymi w czasie II wojny światowej i obok na tle stylizowanego orła napis "Wichrem chwały w historię popłyniesz Armio Krajowa" – cytat Zbigniewa Kabaty "Boho".